# Nacho (Fußballspieler, Juni 1980)
Nacho, bürgerlich Ignacio Pérez Santamaría (* 24. Juni 1980 in Málaga), ist ein ehemaliger spanischer Fußballspieler.

## Spielerkarriere
Nacho begann seine Karriere beim größten Verein seiner Heimatstadt – dem FC Málaga. Dort spielte er zunächst hauptsächlich im B-Team, welches in der Segunda División vertreten war. Für die Saison 2004/05 war er an den Erstligisten Levante UD ausgeliehen, musste jedoch mit dem Team aus Valencia den Abstieg hinnehmen. Im Anschluss kehrte er zum FC Málaga zurück, doch auch mit seinem Heimatclub stieg er am Saisonende ab.
Anschließend zog es Nacho zum Überraschungsteam des FC Getafe, mit dem er 2007 sogar bis in das Finale der Copa del Rey kam und sich für den UEFA Cup qualifizieren konnte. Nach nur sieben Einsätzen in der Vorrunde 2007/08 war er für die Rückrunde an den Zweitligisten Real Sociedad ausgeliehen, wo er einen Stammplatz hatte, aber mit den Basken den Aufstieg knapp verfehlte. In der folgenden Saison stand Nacho Pérez als Leihspieler in seiner Heimatstadt beim FC Málaga unter Vertrag, ehe er im Sommer 2009 zu Betis Sevilla wechselte. Hier beendete er 2014 seine aktive Laufbahn.